# Stanisław Tymowski
Stanisław Tymowski (ur. 1760, zm. 29 września 1829 w Kobielach) – senator-kasztelan Królestwa Polskiego od 1821, poseł na Sejm Księstwa Warszawskiego z powiatu częstochowskiego w latach 1809, 1811, 1812.
W 1828 roku był członkiem Sądu Sejmowego, mającego osądzić osoby oskarżone o zdradę stanu z Narodowego Towarzystwa Patriotycznego.